# Orius insidiosus
Orius insidiosus es una especie de insecto de la familia Anthocoridae, del orden de los hemípteros. Es un chinche que se considera un insecto beneficioso ya que es un depredador de otros insectos que pueden llegar a ser plagas de cultivos agrícolas. Son utilizados masivamente en el control biológico de los  tisanópteros o trips.

## Descripción
Los adultos de Orius insidiosus miden alrededor de 3 mm de longitud. Tienen forma oval, color negro con manchas blancas en las alas. Las ninfas de esta especie tienen forma de una gota y no tienen alas. Su color varía entre amarillo anaranjado y marrón.

## Distribución
Esta especie es corriente en el oeste de los Estados Unidos de América. Se extiende desde Canadá hasta América central y Sudamérica.

## Ciclo biológico
La hembra deposita sus huevos dentro de los tejidos de las plantas, de donde emergen las ninfas. El tiempo que tarda desde la fase huevo hasta llegar a adulto es de al menos 20 días. Pueden darse varias generaciones en una sola temporada.

## Alimentación
Se alimenta de ácaros fitófagos y sus huevos y de otros artrópodos de cuerpo blando como trips, arañas rojas, y pequeñas orugas. también se alimentan de huevos y ninfas de pulgones y otros insectos.
Es muy utilizado en cultivos agrícolas para el control del ácaro rojo, la araña roja, y la mayoría de las especies de pulgones. Orius insidiosus también puede alimentarse de plantas y polen, lo cual es una gran ventaja ya que permite su supervivencia cuando no encuentra artrópodos que depredar.

## Comportamiento

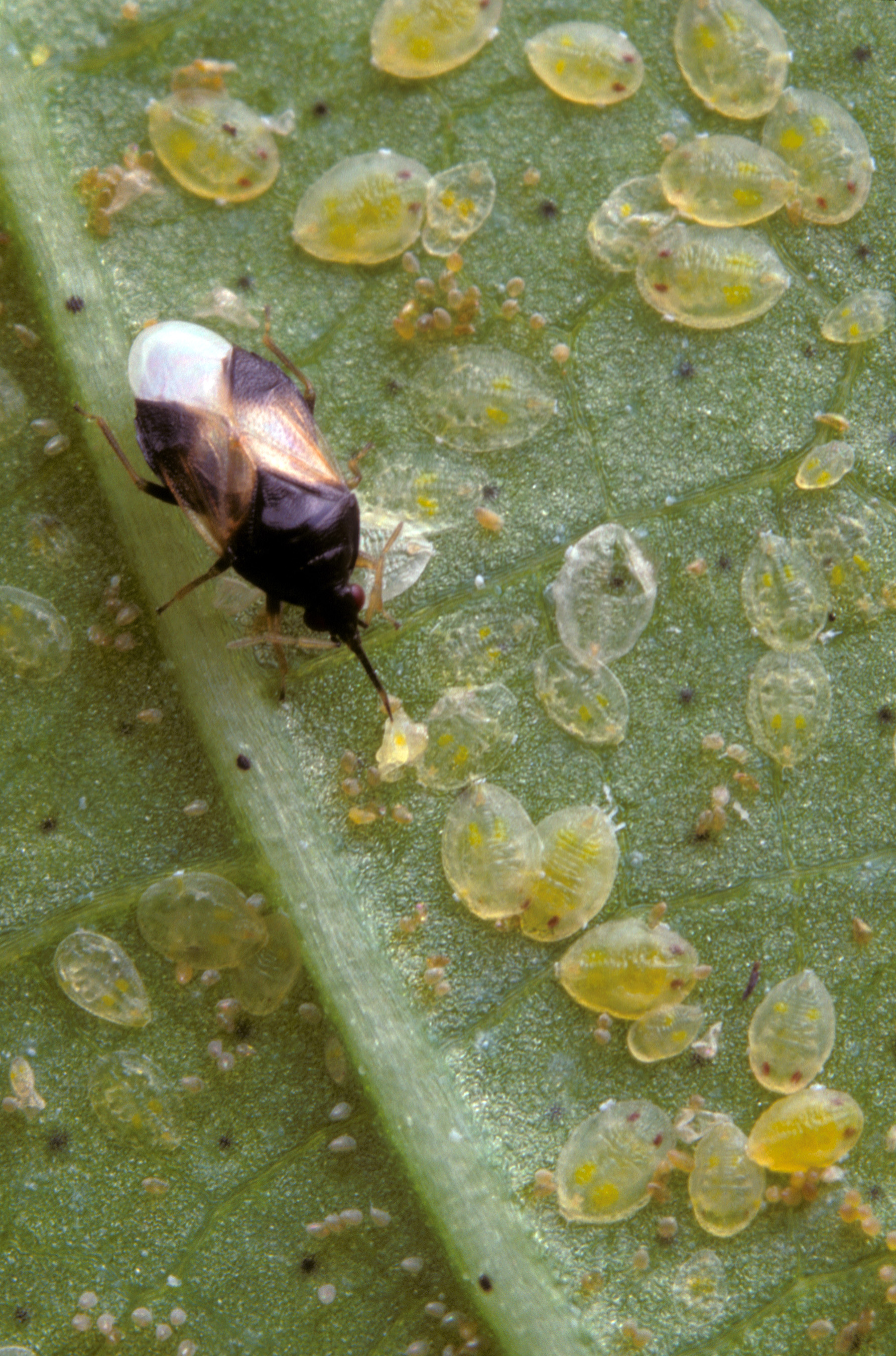
Orius insidiosus alimentándose

Tanto las larvas como los adultos son depredadores. Los adultos son voraces y tienen un comportamiento muy eficiente en la búsqueda de presas. Se agrupan en zonas donde la densidad de sus presas es mayor. También se pueden multiplicar muy rápidamente en zonas donde tengan muchas presas.
Orius insidiosus sujeta a su presa con sus patas delanteras y luego inserta su largo aparato bucal en forma de estilete en el cuerpo de su víctima. Por lo general, lo inserta varias veces hasta que vacía el cuerpo de la víctima, dejando solo el exoesqueleto.
Puede picar ocasionalmente a las personas. Aunque el daño que produce su picadura en los humanos es desproporcionadamente grande para su tamaño, su picadura no es peligrosa.

## Hábitat
Esta especie puede encontrarse en muchos cultivos, incluyendo la mayoría de los frutales, viña, alfalfa, algodón, maíz, y soja.

## Otras lecturas
- Isenhour D. J., Yeargan K. V., 1981.- Predation by Orius insidiosus on the soybean thrips, Sericothrips variabilis: effect of the prey stage and density.- Environ. Entomol. 10 (4): 496-500.
- Tavella L., Alma A., Arzone A., 1994.- Predaceus activity of Orius spp. (Anthocoridae) on Frankliniella occidentalis (Perg.) (Thripidae) on protected crops of sweet pepper.- Inf. tore Fitopat. 44 (1): 40-43.